# شانون بورسر
شانون بورسر (مواليد 27 يونيو 1997) هي ممثلة أمريكية، عرفت بدورها في مسلسل أشياء غريبة.

## وصلات خارجية
- شانون بورسر على موقع IMDb (الإنجليزية)
- شانون بورسر على موقع ميتاكريتيك (الإنجليزية)
- شانون بورسر على موقع روتن توميتوز (الإنجليزية)
- شانون بورسر على موقع ألو سيني (الفرنسية)
- شانون بورسر على موقع قاعدة بيانات الفيلم (الإنجليزية)